# Armades de l'Índia
Les armades de l'Índia (en  portuguès  armades da Índia ) eren una flotes organitzades per la corona portuguesa i enviades anualment a l'Índia, sobretot a Goa. Aquestes armades seguien l'anomenada Carreira da Índia  seguint la ruta marítima al voltant del cap de Bona Esperança, oberta per Vasco de Gama entre 1497 i 1499. Entre 1497 i 1650 van partir 1033 flotes des Lisboa cap a la carrera de l'Índia (Ruta del cap, Ruta de les espècies). 